# Irene Peypoch i Mani
Irene Peypoch i Mani (Barcelona, 23 de febrer de 1931 - 5 de gener de 1998) fou una museòloga catalana, crítica de teatre i escriptora.
Filla de Ramon Peypoch i Pich, es va exiliar a Mèxic amb la seva família el 1942. A ciutat de Mèxic va estudiar Arqueologia, Química i Belles arts de 1952 a 1960, alhora que treballava en el negoci familiar d'articles de cautxú. Va tornar a Catalunya durant els anys seixanta. Va fer estudis a l'Escola Superior d'Art Dramàtic de Barcelona, cosa que li va permetre incorporar-se a la Diputació Provincial de Barcelona com a especialista en pedagogia a l'Institut del Teatre. Posteriorment fou nomenada Cap del negociat tècnic de cultura del Servei Tècnic de Cultura de la Diputació de Barcelona, i finalment Cap de negociat de difusió de museus de la Diputació. En execució del seu càrrec va desenvolupar un programa força avantguardista de difusió dels museus de la Diputació, i fundà la Revista de Museus.
En 1977 participà en l'Assemblea de Museus de Catalunya, i en 1983 en la fundació de l'Associació de Treballadors de Museus de Catalunya, de la qual fou secretària i ponent de diferents comissions de treball. Ha estat membre del Consell Internacional de Museus i participà en l'organització de la trobada de Barcelona de 1985 del Comitè Internacional d'Educació i Acció Cultural. El 1996 fou nomenada sòcia honorària de l'Associació de Museòlegs de Catalunya en reconeixement de la seva tasca en favor de la museologia. Es jubilà essent directora del Museu Marítim de Barcelona.

## Publicacions
Col·laborà en diferents mitjans de comunicació –com Destino o La Vanguardia– com a crítica de teatre i comentarista artística. Publicà un catàleg de Teatrins en miniatura de Jaume Raspall (1978) i una biografia de Tórtola Valencia (1984). I es dedicà també a la traducció de l’anglès i el francès –especialment al castellà, en aquells anys, però també al català– per a editorials com Bruguera o Plaza & Janés.